# 大学院教育改革支援プログラム
大学院教育改革支援プログラム（だいがくいんきょういくかいかくしえんプログラム）は、「大学院教育振興施策要綱」（平成18年3月30日文部科学省）及び平成18年3月31日の「大学院設置基準」（昭和49年6月20日文部省令第28号）の改正と併せて、社会の様々な分野で幅広く活躍する高度な人材を育成する、大学院博士課程、修士課程を対象として、優れた組織的・体系的な教育取組に対して重点的な支援を行うことにより、大学院教育の実質化を推進することを目的とする、文部科学省による国公私立大学を通じた大学教育改革の支援のひとつである。平成19年度より新たに始められた。
学部レベルにおいて、すでに行われている、現代GP、特色GPの大学院版であるともいえる（大学院GP）。大学院教育改革支援プログラム委員会の委員長は石弘光放送大学学長が務める。
平成21年度から「組織的な大学院教育改革推進プログラム」に名称変更した。（平成19年度、平成20年度の事業名称「大学院教育改革支援プログラム」から変更)

## 申請・採択状況
- 平成19年度　申請数355件[154校]　採択数126件[61校] （採択率35.5%）
- 平成20年度　申請数273件[161校]　採択数66件[47校]  （採択率24.2%）
- 平成21年度　申請数163件[134校]　採択数29件[27校]  （採択率17.8%）